# Acrolophus hulstellus
Acrolophus hulstellus är en fjärilsart som beskrevs av William Beutenmüller 1887. Acrolophus hulstellus ingår i släktet Acrolophus och familjen Acrolophidae. Inga underarter finns listade i Catalogue of Life.